# Вільям О. Дуґлас
Вільям Орвіл Дуґлас (англ. William Orville Douglas; 16 жовтня 1898, Мейн Тауншип, Оттер-Тейл, Міннесота, США — 19 січня 1980, Бетесда, Меріленд, США) — американський юрист, який був головою Комісії з цінних паперів та бірж США з 1937 до 1939 року та суддею Верховного суду США з 1939 до 1975 року. Дуґлас перебував на посаді судді Верховного суду довше, ніж будь-який з інших суддів — 36 років та 200 днів. Він вважається одним з найбільш ліберальних та впливових суддів Верховного суду. Дуґлас був першим суддею Верховного суду США, який найняв жінку помічником (судовим клерком).

## Життєпис
Народився в Мейні, Міннесота 16 жовтня 1898 року. Він був другої дитиною з трьох дітей пресвітеріанського священника Вільяма Дуґласа та Джулії Бікфорд Фіск Дуґлас. В 1902 році Дуґласи переїхали до Шандона, Каліфорнія. 1904 року родина переїхала до Клівленда, Огайо, до нового пасторату батька Вільяма. Батько Вільяма сильно хворів, і сім'я вирушила для Портленда, Орегон, де Дуґласу-старшому мали зробити операцію. По дорозі до Портленда, Джулія вирішила залишити дітей в Якімі, штат Вашингтон, де проживала її сестра. Невдовзі після операції батько Вільяма помер, і, мати, вирішила залишитись жити в Якімі.
Життя усіх пресвітеріанських священників було застрахованим, і після смерті чоловіка, Джулія отримала страхову виплату і на ці гроші придбала будинок в Якімі. Крім того, місцева пресвітеріанська рада виплачувала Джулії пенсію. Вільям намагався матеріально допомагати родині, виконуючи різні роботи: мийка вікон, збирання фруктів в місцевих садах, прибирання. Коли Вільям став трохи дорослішим, він у вільний від школи час розносив газети.
У 1916 році Вільям закінчив Якімську середню школу (зараз — школа ім. А. Ч. Девіса) і йому випала честь читати прощальну промову. Дуґлас отримав стипендію та вступив до Вітмен-коледжу, що знаходиться в місті Волла-Волла, штат Вашингтон.Вільям працював на різних роботах, щоб профінансувати своє навчання. Влітку він працював в різних місцях країни. В коледжі Дуґлас приєднався до братерства Фі-Бета-Каппа. Дуґлас також брав участь в багатьох видах студентської діяльності: в ораторських змаганнях, в змаганнях з тенісу, в політичному клубі та в студентському самоврядуванні. Крім того, він грав у студентських спектаклях та писав для літературного журналу. Дуґлас брав участь у студентських дебатах. Зокрема, він представляв Вітмен-коледж в дебатах з командою Університету Вашингтона в 1919 році.
У 1920 році Дуґлас закінчив коледж та подався на стипендію Родса, міжнародну стипендію, що давала змогу навчатись в Оксфордському університеті. Дуґлас мріяв вивчати англійську в Оксфорді, а потім працювати викладачем в коледжі чи університеті. Однак він не отримав стипендії. Він повернувся до Якіми та прийняв пропозицію працювати вчителем англійської та латинської мов в Якімській середній школі. Крім того, він влаштувався на неповний робочий день у місцеву газету — The Yakima Daily Republic. Він також писав для дешевих журналів, а також написав кілька бульварних романів під псевдонімом Вільяма Фрейзера. Працюючи в школі, Дуґлас почав обмірковувати юридичну кар'єру та відвідувати судові засідання, які проводив місцевий суддя Френк. Г. Радкін. 1921 року в Дуґласа зав'язуються стосунки з його колегою в школі, вчителькою латинської мови Мілдред Рідл. Крім того, він подав заявку на вступ до Колумбійської школи права, і був прийнятий. Перед тим, як залишити Якіму, він освідчився Мілдред. Пара вирішила, що Мілдред залишатиметься в Якімі допоки Дуґлас навчатиметься в школі права.
У 1922 році Дуґлас прибув до Нью-Йорка для навчання в Колумбійській школі права. Щоб фінансувати своє навчання, Дуґлас підробляв репетиторством, а також редагував підручники з права. Влітку 1923 року він приїхав в Ла-Гранд, Орегон, де тоді була його наречена Мілдред, і одружився з нею. Восени 1923 року пара повернулась до Нью-Йорка, однак, через те, що Мілдред знайшла роботу тільки в Нью-Джерсі, вони проживали окремо.
На другому курсі наставником Дуґласа став викладач предметів «Агентські відносини» та «Продаж рухомого майна» Вільям Апергіл Мур. Підхід Мура до права називався юридичний реалізм: для вирішення реальної проблеми застосовувалась комбінація юридичних методів, а також методів соціальної науки, і оцінювались реальні наслідки застосування тієї чи іншої правової доктрини. Мур найняв Дуґласа науковим співробітником, який допомагав йому редагувати збірники із юридичних справ. Дуґлас також супроводжував Мура в його оглядовому турі Портлендського виробника цементу для підготовки справи, що слухалась у Верховному суді. Крім того, на другому курсі Дуґлас увійшов до редакційної ради юридичного журналу Columbia Law Review. Дуґлас також подався на позицію помічника судді Верховного суду, Гарлана Ф. Стоуна, колишнього декана Колумбійської школи права, але ця позиція дісталась іншому студенту.
У 1925 році Дуґлас закінчив Колумбійську школу права і почав працювати в престижній юридичній фірмі на Волл-стріт Cravath, Henderson & de Gersdorff, а також викладати в Колумбійській школі права. 1927 року Дуґлас покинув роботу в юридичній фірмі, курс, який він викладав в Колумбійській школі права, був завершений, і Дуґлас вирішив повернутись до Якіми та відкрити невелику юридичну практику. Однак прибувши до Якіми, Дуґлас зрозумів, що в місті існував лише невеликий ринок для юридичних послу, і вирішив повернутись до Нью-Йорка.
У Нью-Йорку Дуґлас продовжує викладати в Колумбійській школі права, зокрема, такі предмети, як «Цінні папери І» та «Цінні папери ІІ». 1928 року Дуґлас почав викладати фінансове право в Єльській юридичній школі. Біржовий крах 1929 року та пізніша Велика депресія викликали надзвичайний інтерес до сфери, в якій спеціалізувався Дуґлас, — ринок цінних паперів. З 1929 до 1932 року Дуґлас співпрацював із «Проєктом невдалого підприємництва», створеного Міністерством торгівлі США. В рамках цього проєкту Дуґлас збирав матеріал щодо банкрутства підприємств, а також працював над необхідністю реформування законодавства про банкрутство.
У 1932 році Дуґлас стає Стерлінгським професором комерційного та корпоративного права в Єльскій юридичній школі у визнання його зростаючої репутації. 1934 року Дуґлас опублікував в юридичному журналі Harvard Law Review статтю під назвою «Захисні комітети при реорганізації залізниці» (англ. Protective Committees in Railroad Reorganizations), спираючись на матеріал зібраний під час дослідження банкрутства, а також на досвід реорганізації збанкрутілої залізничної компанії, який він отримав, коли працював в юридичній фірмі на Волл-стріт. Ця стаття привернула увагу юриста Джеймса Лендіса, який тоді працював членом Комісії з цінних паперів і бірж США. Лендіс був настільки вражений статтею Дуґласа, що вмовив Комісію найняти його на роботу. Так у 1934 році Дуґлас стає працівником Комісії США з цінних паперів і бірж, а саме — директором із захисних комітетів. На цій посаді Дуґлас керував дослідженням Комісії щодо захисних комітетів, зокрема вивчаючи питання, чому маленькі інвестори були менше захищеними в справах реорганізації в рамках банкрутства. 1936 року бізнесмен та політик Джозеф Патрік Кеннеді, батько майбутнього президента Джона Кеннеді, пішов у відставку з посади голови Комісії США з цінних паперів і бірж. Джеймс Лендіс став новим головою, а місце Лендіса як члена Комісії зайняв Вільям Дуґлас.
На посаді члена Комісії з цінних паперів і бірж США Дуґлас агресивно проштовхував ідею відповідальності бізнесу з цінних паперів та саморегулювання, підсиленого регулюванням Комісії. 1937 року Лендіс пішов у відставку з посади голови Комісії США з цінних паперів і бірж і рекомендував призначити Дуґласа на своє місце. Президент США Франклін Рузвельт подзвонив Дуґласу із пропозицією обійняти посаду голови Комісії, і Дуґлас погодився і так, у 1937 році став головою Комісії.
У 1939 році Франклін Рузвельт вирішив призначити Дуґласа суддею Верховного суду США замість Луї Брендайса, який пішов у відставку за станом здоров'я. Через два тижні після призначення, Сенат надав згоду на призначення Дуґласа у співвідношенні 64 до 4-ох. Дуґлас залишався на посаді судді Верховного суду протягом 36-и років, більше ніж будь-який із суддів Верховного суду.
При підготовці до президентських виборів 1944 року Рузвельт розглядав Дуґласа як можливого кандидата на пост віце-президента. Рузвельт заявив своїй команді, що він обирає між Генрі Воллесом, тодішнім віце-президентом, та Дуґласом. Однак, вже перед з'їздом Демократичної партії США обговорювалась кандидатури Гаррі Трумена та Дуґласа. Врешті Рузвельт зупинив свій вибір на Трумені. В процесі підготовки до президентських виборів 1948 року Трумен пропонував Дуґласу стати кандидатом у віце-президенти США, але той відмовився. В 1952 році, коли чинний президент США Гаррі Трумен вагався, чи виставляти свою кандидатуру на майбутні президентські вибори, Дуґлас написав Трумену листа, в якому заявив, що готовий піти з посади судді Верховного суду та взяти участь у виборній кампанії, агітуючи за нього. Він писав: «небезпека для країни є настільки великою, що я б з радістю залишив суд та пустився б в агітаційну подорож для Вас». В Білому домі цей лист отримали вже після того, як Трумен оголосив, що не буде балотуватись в президенти на майбутніх президентських виборах.
У 1974 році в Дуґласа стався приступ, внаслідок якого його частково паралізувало. 1975 року він пішов у відставку з посади судді Верховного суду за станом здоров'я. Він помер у віці 81 року 19 січня 1980 року в медичному центрі в Бетесді, Меріленд.

## Діяльність на посаді голови Комісії з цінних паперів і бірж США

### Реформа Нью-йоркської фондової біржі
Ще на посаді Комісії з цінних паперів і бірж США Дуґлас зосередився на реформі Нью-йоркської фондової біржі. Очоливши Комісію, Дуґлас почав перемовини із Нью-Йоркською фондовою біржою щодо реформ. Представники біржі надали свій план реформи, однак він не задовольнив Дуґласа.

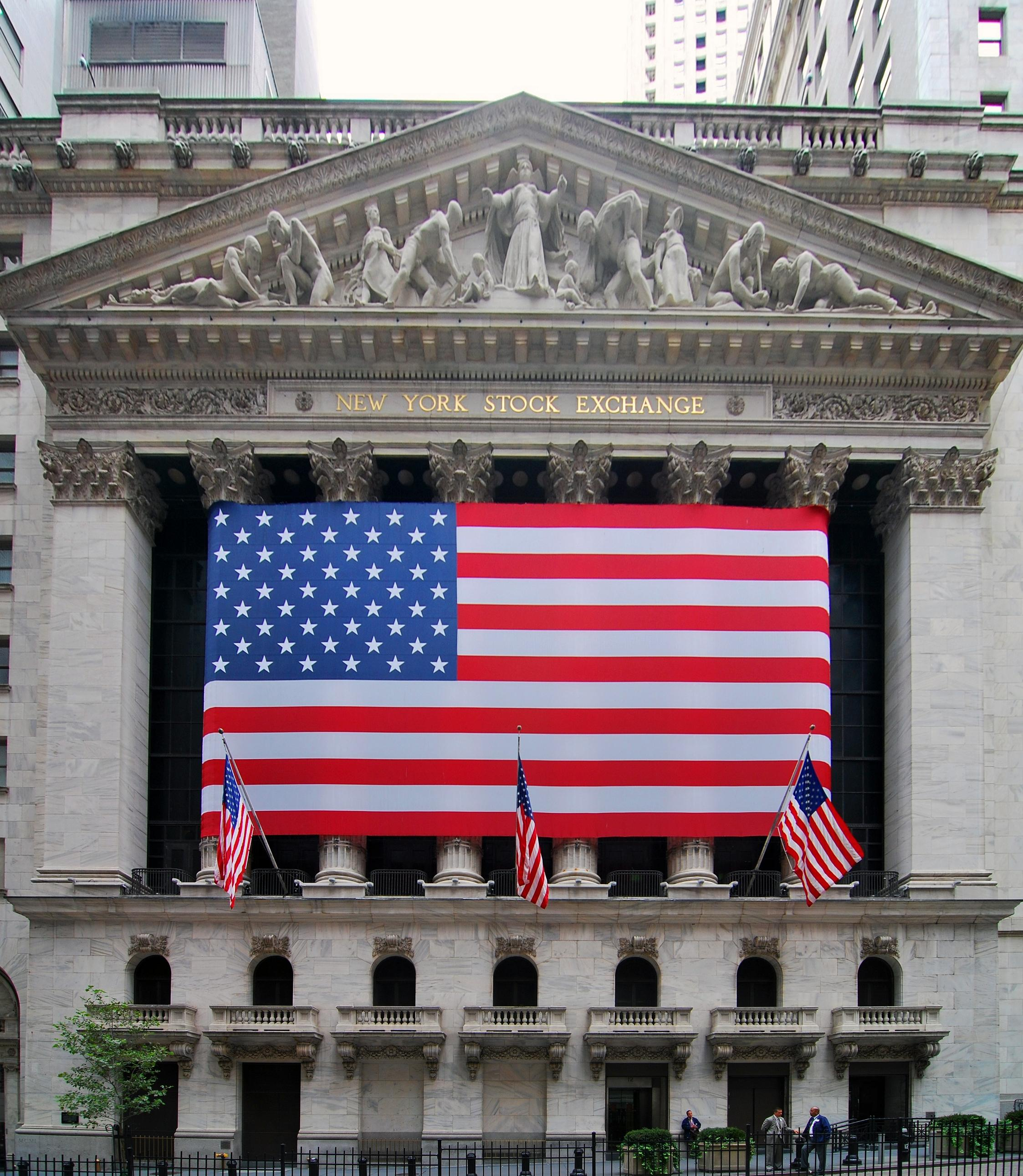
Будівля Нью-йоркської фондової біржі

Дуґласу не подобалось те, що Нью-йоркська фондова біржа функціонувала, на його думку, як приватний клуб, в той час, коли її діяльність зачіпала громадський інтерес. Зокрема, Дуґлас вбачав проблему в допустимій сфері діяльності біржового трейдера, спеціаліста та дилера, що виконує маленькі замовлення з покупки та продажу цінних паперів. Він стверджував, що серед біржових трейдерів існувала сильна тенденція підкреслювати ринкові коливання шляхом короткого продажу під час падаючого ринку для отримання спекулятивного прибутку та шляхом скуповування коротких позицій у великій кількості з оплатою лише частини вартості цінних паперів під час зростання ринку. На думку Дуґласа біржові трейдери таким чином сприяли гостроті коливань цін на ринку цінних паперів. Дуґлас вказував на те, що ці біржові трейдери домінували в правлінні Нью-йоркської фондової біржі та блокували будь-які реформи, які могли б обмежити їхні можливості для отримання прибутку.
Дуґлас закликав Нью-йоркську фондову біржу до саморегулювання, водночас погрожуючи, що якщо біржа на прийме необхідних заходів з реформування, ці заходи застосує Комісія США з цінних паперів і бірж. Тодішній Президент Нью-йоркської фондової біржі, Чарльз Р. Ґей, не погоджувався із поглядом Дуґласа, що спосіб функціонування біржі негативно впливає на громадський інтерес. Він виступив із заявою, що біржа сумлінно ставиться до своїх громадських функцій та постійно працює над вдосконаленням своїх методів. Він також дорікнув Дуґласу, що той не надав повної статистики, яка б підтвердила те, що члени правління біржи багато торгують на біржі, і, що така торгівля є штучною силою, яка стимулює або загострює цінові коливання.
Тим не менш, Нью-Йоркська фондова біржа створила Комісію Конвея для вивчення організації біржі, управління нею, та для вироблення рекомендацій. Комісію очолив Карл Конвей, голова компанії Continental Can Company, виробника металевих контейнерів. До складу комісії також увійшли: колишній скарбник міста Нью-Йорк Адольф А. Берлі, колишні президенти Асоціації інвестиційних банкірів Траубрідж Каллавей та Джон В. Прентіс, член Нью-Йоркської фондової біржі Джон А. Коулмен, члени правління Нью-Йоркської фондової біржі Моріс Л. Фарел та Вільям Мартін, президент видання The Wall Street Journal Кеннет Гоґейт та президент компанії National Dairy Products Corporation, виробника харчових продуктів, Томас Г. Макінерні. Чарльз Р. Ґей не включив до Комісії представників так званої «старої гвардії» — біржових трейдерів та спеціалістів, що входили до правління біржі, та опирались тиску щодо впровадження реформ.
За результатами вивчення Комісія Конвея склала доповідь, в якій пропонувались радикальні зміни. Зокрема, пропонувалось зменшити кількість членів правління біржі, призначити до правління біржі партнерів як нью-йоркських та і не нью-йоркських фірм, що були членами біржі, і трьох представників громадськості. Крім того, пропонувалось створити офіс голови правління біржі, а також призначати президента біржі з тих, хто не є членом біржі, та виплачувати йому зарплатню. За рекомендацією Комісії, президент біржі повинен був мати повноваження призначати та звільняти всіх працівників біржі, окрім голови правління та його заступника. За задумом Комісії, під керівництвом президента біржі мав функціонувати виконавчий апарат, який би займався щоденним управлінням біржі, а відтак члени правління б звільнялись від адміністративних обов'язків і могли б зосередитись на виробленні політик біржі. Також рекомендації включали суворішу дисциплінарну систему та новий порядок вирішення спорів, що виникали всередині біржі.
Оскільки Чарльз Р. Ґей виключив представників «старої гвардії» з Комісії Конвея, були обґрунтовані побоювання, щодо того, як рекомендації Комісії будуть сприйняті членами правління. Комісія з цінних паперів та бірж США тоді вказала на те, які правила вона введе для біржі, якщо біржа відмовиться впроваджувати рекомендації Комісії Конвея. Крім того, Комісія з цінних паперів та бірж США без консультації з біржою ввела правила щодо коротких продажів: короткі позиції мали продаватись за ціною, вищою за ту, що фігурувала в останній операції щодо цінного паперу. Такий підхід Дуґласа різко відрізнявся від підходу попередніх Голів Комісії з цінних паперів та бірж США, Джеймса Лендіса та Джозефа Кеннеді, які надавали перевагу співпраці, а не наказному регулюванню. Врешті, більшість членів біржі проголосували за впровадження рекомендацій Комісії Конвея.

### Запровадження регулювання позабіржових ринків цінних паперів
За головування Дуґласа Комісія з цінних паперів та бірж США також взялася за регулювання позабіржових ринків цінних паперів. Тоді позабіржові ринки являли собою мережу телефонних ліній або інших форм зв'язку, що з'єднували фірми по всій країні. Торгівля відбувалась приватно за допомогою зазначених форм зв'язку. Хоча котирування на таких ринках й друкувались для приватного вжитку або, навіть, в газеті, вони нібито не відображали фактичних цін, за якими продавались та куплялись цінні папери.
Наміром Дуґласа було змусити позабіржові ринки саморегулюватись, так само, як він змусив саморегулюватись Нью-йоркську фондову біржу. Зокрема, за його планом, на цьому ринку мала бути сформована добровільна регуляторна асоціація, яка б, своєю чергою, контролювалась Комісією з цінних паперів та бірж США. Далі були переговори з інвестиційними банкірами щодо того, якою б мала бути така асоціація. Дуґлас розробив відповідний законопроєкт та передав його сенатору Френсісу Т. Мелоуні для того, щоб той презентував його в Сенаті США як законопроєкт Мелоуні.
Законопроєкт Мелоуні забороняв брокерам та дилерам купувати та продавати цінні папери поза національною фондовою біржою. Крім того, законопроєкт дозволяв реєстрацію будь-якої асоціації брокерів і дилерів як національної асоціації цінних паперів, якщо Комісія з цінних паперів та бірж США визнає, що така асоціація відповідає законодавчим умовам, які  мали на меті гарантувати, що склад і внутрішнє управління асоціації сприятимуть досягненню цілей кооперативного регулювання. Статус національних асоціацій цінних паперів фактично прирівнювався до статусу національних фондових бірж. Асоціація інвестиційних банкірів в принципі підтримала законопроєкт, але запропонувала деякі зміни, які були прийняті. Законопроєкт також був підтриманий Нью-йоркською асоціацією дилерів цінних паперів.
Під час слухань в Конгресі проти законопроєкту Мелоуні виступила Національна асоціація промисловців. Джордж Г'юстон, голова Національної асоціації промисловців, заявив, що законопроєкт Мелоуні щодо регулювання позабіржових ринків становитиме подальшу перешкоду для формування капіталу. Він нагадав, що коли приймався Закон про цінні папери та біржі, бізнес запевняли, що йтиметься лише про регулювання торгівлі цінними паперами на біржі, щоб вирішити проблему із спекулятивними зловживаннями. Г'юстон також нагадав, що тоді бізнес висловив побоювання, що за регулюванням бірж слідуватиме регулювання кількох сотень тисяч корпорацій, чиї цінні папери не котируються на біржах. Він вказав на те, що законопроєкт Мелоуні означає регулювання купівлі-продажу цінних паперів усіх корпорацій, незалежно від розміру, якщо він здійснюється агентом на позабіржовому ринку. Г'юстон висловив думку, що прийняття законопроєкту Мелоуні призведе до суттєвого уповільнення торгівлі цінними паперами на позабіржових ринках та, відповідно, до уповільнення їх випуску та, відповідно, уповільнення зростання потенційної зайнятості, створеної їхнім випуском.
Деякі представники кіл інвестиційних банкірів також висловили скепсис з приводу законопроєкту Мелоуні. Так, Джеймс Міно, віце-президент Асоціації інвестиційних банкірів з Бостона, зазначив, що багато дилерів мало знають або зовсім не знають про законопроєкт Мелоуні, і велика кількість дилерів думає про витрати, а ніхто не може сказати, скільки буде коштувати вступ до об'єднання, створеного згідно з положеннями запропонованого законопроєкту.
Законопроєкт був прийнятий, і відповідно до його положень була зареєстрована Національна Асоціація Дилерів цінних паперів (англ. National Association of Securities Dealers; NASD) — попередник позабіржового ринку NASDAQ, яка стала регулятором позабіржових ринків.

## Діяльність на посаді судді Верховного суду США

### Загальний огляд
Дуґлас є своєрідним рекордсменом, коли йдеться про його діяльність у Верховному суді США. Зокрема, він залишається суддею Верховного суду, який найдовше займав цю посаду, — 36 років та 200 днів. Крім того, Дуґлас є суддею, який написав найбільшу кількість думок, — 1232, серед яких 524 думки — від імені більшості суду, та 486 — відмінних думок. Крім того, в 1944 році Дуґлас став першим суддею Верховного суду США, який найняв жінку помічником судді Верховного суду. Дуґлас вважається одним з найліберальніших суддів, оскільки він здебільшого голосував за позиції, які підтримували громадянські свободи. Починаючи з 1959 року, позиція Дуґласа в податкових справах свідчить про його негативне ставлення до Податкової служби США.
В 1992 році Лі Епштайн та інші презентували результати свого рейтингу впливу 104-х суддів Верховного суду США. Рейтинг складався за дев'ятьма критеріями: кількість справ, вирішених Верховним судом за час перебування судді на посаді, кількість написаних суддею думок, кількість думок, написаних суддею від імені більшості, кількість важливих думок, написаних суддею від імені більшості, кількість приєднань до думок більшості у важливих справах, кількість написаних суддею окремих думок, що блокували думку більшості, кількість голосувань разом з більшістю за скасування прецеденту, кількість відмінних думок у справах, рішення в яких було пізніше скасовано та кількість книжок та статей, написаних про суддю. В цьому рейтингу Дуґлас обійняв перше місце, і так виявився найвпливовішим із 104 суддів.

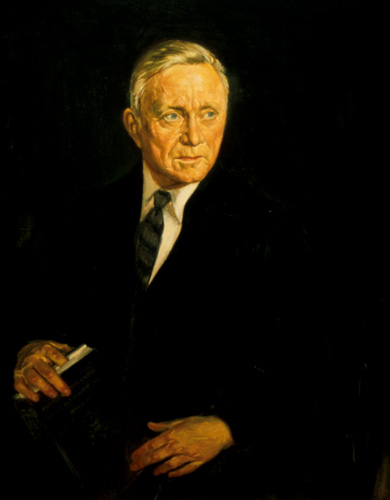
Портрет судді Вільяма О. Дуґласа

Дуґлас був досить суперечливою фігурою, як з точки зору його особистості, так і з точки зору його ставлення до своєї суддівської ролі. Юрофскі виділяє дві основні підстави критики Дуґласа. По-перше, як політичний суддя він вирішував справи відповідно до результатів, які диктувались його політичними поглядами. Таким чином, як ліберал, він вірив у право на приватне життя, у суворі обмеження на втручання уряду та у права позашлюбних дітей. По-друге, він не розробив послідовного, прийнятного правового аналізу у своїх рішеннях, щоб науковці та інші судді могли винести з його думок корисну модель.
Американський теоретик права Рональд Дворкін, визнаючи вражаючий послужний список Дуґласа у справах щодо громадянських справ, та те, що Дуґлас написав дуже багато важливих думок, тим не менш, вважав, що Дуґлас мав невеликий вплив на розвиток конституційного права. На думку Дворкіна, Дуґлас не зміг розвинути свою правову філософію через вади свого характеру, оскільки був більше стурбований своєю псевдоборотьбою з тими, кого вважав своїми ворогами, або тим, чи виглядає він в очах громадськості войовничим ліберальним суддею. Дворкін вважає, що в судових думках Дуґласа бракувало розвинутої та загальної конституційної філософії. Натомість, пише Дворкін, в судових думках Дуґласа можна знайти «свого роду теоретичну шизофренію»: в деяких думках він приєднувався до текстуалізму судді Г'юго Блека, а в інших — обґрунтовував  свою думку не юридичними текстами, а ідеєю, що люди мають певні моральні права проти свого уряду, і ці права мають пріоритет перед усіма законами, включаючи Конституцію.
Не всі погоджуються із поглядом Дворкіна на правову спадщину Дуґласа. Так, у відповідь на есе Дворкіна про Дуґласа Арнольд Мілтон Пол зі Школи права Коледжу Вітьє зазначає, що, можливо, внесок Дуґласа в конституційну юриспруденцію неочевидний для вченого-теоретика, однак для практикуючих юристів такий внесок є безсумнівним. Пол вказує на те, що Дуґлас розширив доктрину неминучої загрози Голмса-Брендайса в контексті свободи слова та сформулював потужну доктрину ретельного розгляду законів, які посягали на індивідуальні права і потенційно могли призвести до неприйнятної дискримінації.
Американський правознавець, економіст та суддя Річард Познер не вважає Дуґласа гарним суддею, насамперед тому, що Дуґласу не подобалась робота судді. Познер називає судову творчість Дуґласа «неохайною» та «абияк підготовленою». Посилаючись на інших авторів, Познер наводить характеристики судових думок Дуґласа: написані нашвидкоруч та ігнорують структуру правового аналізу. На думку Познера, для Дуґласа право було лише політикою.
Не зважаючи на всю критику, Юрофскі бачить Дуґласа як твердого індивідуаліста, який приніс до Верховного суду важливі цінності. На думку Юрофскі, Дуґлас ставив правильні питання, і, частіше за все, отримував правильні відповіді, і таким чином, допомагав праву залишатись чутливим до потреб динамічного суспільства.  

### Позиція Дуґласа в ключових справах

#### Справа «Вульф проти Колорадо» (1949 р.)
У справі «Вульф проти Колорадо» (англ. Wolf v. Colorado) розглядалось питання, чи порушує Чотирнадцяту поправку до Конституції США засудження судом штату в справі про порушення закону штату на підставі доказів, які б вважались неприпустимими, якби йшлося про переслідування за федеральними законами, тому що отримання цих доказів порушувало Конституцію США (обшук та арешт без санкції суду). Верховний суд, більшістю у співвідношенні 6 до 3-х, постановив, що таке засудження не порушувало Чотирнадцяту поправку, посилаючись на концепцію «впорядкованої свободи», а також на те, що заборона на необґрунтовані обшуки та арешти не розповсюджується на логічно значимі докази, отримані внаслідок таких обшуків.
Дуґлас був одним із суддів, хто не погодився із думкою більшості, та написав свою дуже стислу окрему думку. По-перше, Дуґлас вказав на те, що Четверта поправка до Конституції США, яка забороняє обшуки і арешти без судового ордеру, застосовується до штатів. На підтвердження своєї позиції він послався на аргументацію судді Г'юго Блека в його відмінній думці у справі «Адамсон проти Каліфорнії» (англ. Adamson v. California): метою авторів Чотирнадцятої поправки було розповсюдити дію перших десяти поправок на штати. По-друге, вказав, що погоджується з відмінною думкою судді Мьорфі в цій справі, згідно з якою, незаконно отримані докази є неприпустимими. Рішення в цій справі було скасовано рішенням в справі «Мапп проти Огайо» (англ. Mapp v. Ohio) у 1961 році, і таким чином, можна вважати, що позиція Дуґласа стала законом.

#### Справа «Денніс проти США» (1951 р.)
У справі «Денніс проти США» (англ. Dennis v. United States) суд розглядав конституційність Закону Сміта, на підставі якого засудили кількох лідерів Комуністичної партії США. Відповідно до Закону Сміта розповсюдження матеріалів, що пропагували зміну уряду насильницьким шляхом, було злочином. Згідно з раніше сформульованою доктриною, такі дії вважались злочином, тільки якщо вони являли собою «чітку та нагальну загрозу». Верховний суд США постановив, що релевантні положення Закону Сміта не суперечили Конституції США, оскільки вона дає Конгресу повноваження захищати уряд США від збройного повстання. Крім того, суд дійшов висновку, що дії засуджених (змова організувати Комуністичну партію, пропагувати та навчати зміну уряду насильницьким шляхом) становили чітку та нагальну загрозу спроби повалення уряду США насильницьким шляхом.

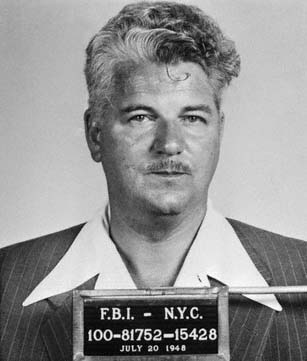
Юджин Денніс, Генеральний секретар Національного комітету Комуністичної партії США, один із засуджених в справі «Денніс проти США», 1948 рік

Дуґлас не погодився із рішенням більшості та написав відмінну думку. Він вказав на те, що засуджені в цій справі організовували людей для навчання і самі викладали марксистсько-ленінську доктрину, яка міститься переважно в чотирьох книгах: «Основи ленінізму» Сталіна (1924); «Маніфест Комуністичної партії» Маркса і Енгельса (1848); «Держава і революція» Леніна (1917); «Історія Комуністичної партії Радянського Союзу» (1939). Дуґлас підкреслив, що Верховний суд не ставить ці книги поза законом, не наказує їх спалити, як це роблять комуністи з літературою, що ображає їхні переконання. У зв'язку з цим Дуґлас ставить риторичне питання: якщо самі книжки не є поза законом, якщо вони можуть законно залишатися на полицях бібліотеки, з якої причини використання їх у навчанні стає злочином? Далі Дуґлас вказує на те, що Закон Сміта вимагає елемент наміру: необхідно, щоб ті, хто викладає доктрини, зазначені в книжках, мають вірити в них. Він робить висновок, що відповідно до Закону Сміта злочин залежить не від того, чому навчають, а від того, хто є вчителем. Він зазначає, що свободу слова ставлять в залежність не від того, що сказано, а від наміру, з яким це сказано. У зв'язку з цим Дуґлас зауважує: «[к]оли ми починаємо цей шлях, ми потрапляємо на територію, небезпечну для свободи кожного громадянина.»
Надалі Дуґлас проводить аналогію із колишніми англійськими законами, відповідно до яких існував злочин конструктивної зради: людей карали не за те, що вони підняли руку на короля, а за те, що в них були думки про його вбивство. Відповідно до Дуґласа творці Конституції США чутливо сприйняли це зловживання та вжили заходів, щоб переконатися, що ця практика не процвітатиме в США. Дуґлас, визнаючи, що в розглядуваній справі не йшлося про державну зраду, тим не менш вбачає близьку аналогію: і в цій справі, і в тих англійських законах йдеться про те, що протиправність полягає у намірі, а не в характері діяння. Такий підхід, на думку Дуґласа, змушує досліджувати уми людей на предмет мотивів і мети. Закон починає застосовуватись до людей не за те, що вони зробили, а за те, що вони думали; їх засуджують не за те, що вони сказали, а за мету, з якою вони це сказали.
При цьому Дуґлас визнає, що в праві намір має значення: вчинок, який інакше можна вибачити або передбачає незначне покарання, може перерости в огидні речі, за наявності злого умислу. Однак, вказує Дуґлас, в цій справі йдеться не про звичайні дії, а про висловлювання, яким Конституція США надає особливого захисту. На думку Дуґласа, рішення більшості фактично означає, що висловлювання прирівнюються до явних дій зрадницького чи підбурювального характеру. Такий підхід, на переконання Дуґласа, означає радикальний розрив з минулим та порушення одного з кардинальних принципів конституційної системи США. Дуґлас підкреслює, що свобода висловлювань обіймає важливе місце в США тому, що вона добре служить суспільству, та, що повна і вільна дискусія справді була першим постулатом віри американців.
Далі Дуґлас пояснює, що означає принцип чіткої та нагальної загрози в контексті свободи слова: іноді наступають часи коли висловлювання втрачають конституційний імунітет, а саме, коли наступають настільки критичні умови, що не буде часу уникнути зла, яким загрожує висловлювання. Водночас, Дуґлас підкреслює, що свобода слова є правилом, а не виключенням, і, щоб обмеження свободи слова було конституційним, воно має базуватись на чомусь соліднішому ніж просто страх, ніж завзята опозиція до висловлювання та ніж огидна неприязнь до змісту висловлювання. На підтвердження своєї позиції Дуґлас наводить аргументацію Луї Брендайса в його окремій думці в справі «Вітні проти Каліфорнії»: страх перед шкодою сам по собі не може виправдати придушення свободи слова та зібрань, мають бути обґрунтовані підстави побоюватися того, що свобода слова призведе до серйозного зла, мають бути достатні підстави вважати, що небезпека є неминучою, та мають бути розумні підстави вважати, що зло, якому потрібно запобігти, є серйозним.
Дуґлас розмірковує над тим, чи є комуністи чіткою та нагальною загрозою для США, і приходить до висновку, що вони не є такою загрозою. Він вказує на те, що їхній вплив як політичної партії — незначний. Суддя Дуґлас робить спостереження: «Комуністи в цій країні ніколи не демонстрували поважних чи серйозних результатів на жодних виборах. Я б сумнівався, що є село, не кажучи вже про місто, округ чи штат, в якому комуністи могли б здобути владу… Комунізм був настільки ретельно викритий у цій країні, що він був понівечений як політична сила. Свобода слова знищила його як ефективну політичну партію.»
Свою думку Дуґлас закінчує цитатою радянського прокурора та правника Андрія Вишинського, та побажанням, щоб вона не стала керівництвом до дій в США: «Вишинський у 1938 році в „Праві Радянської держави“ писав: „У нашій державі, природно, немає і не може бути місця свободі слова, друку тощо для ворогів соціалізму“. Нас має хвилювати, щоб такий саме підхід не був застосований у США».

#### Справа Розенбергів (1953 р.)

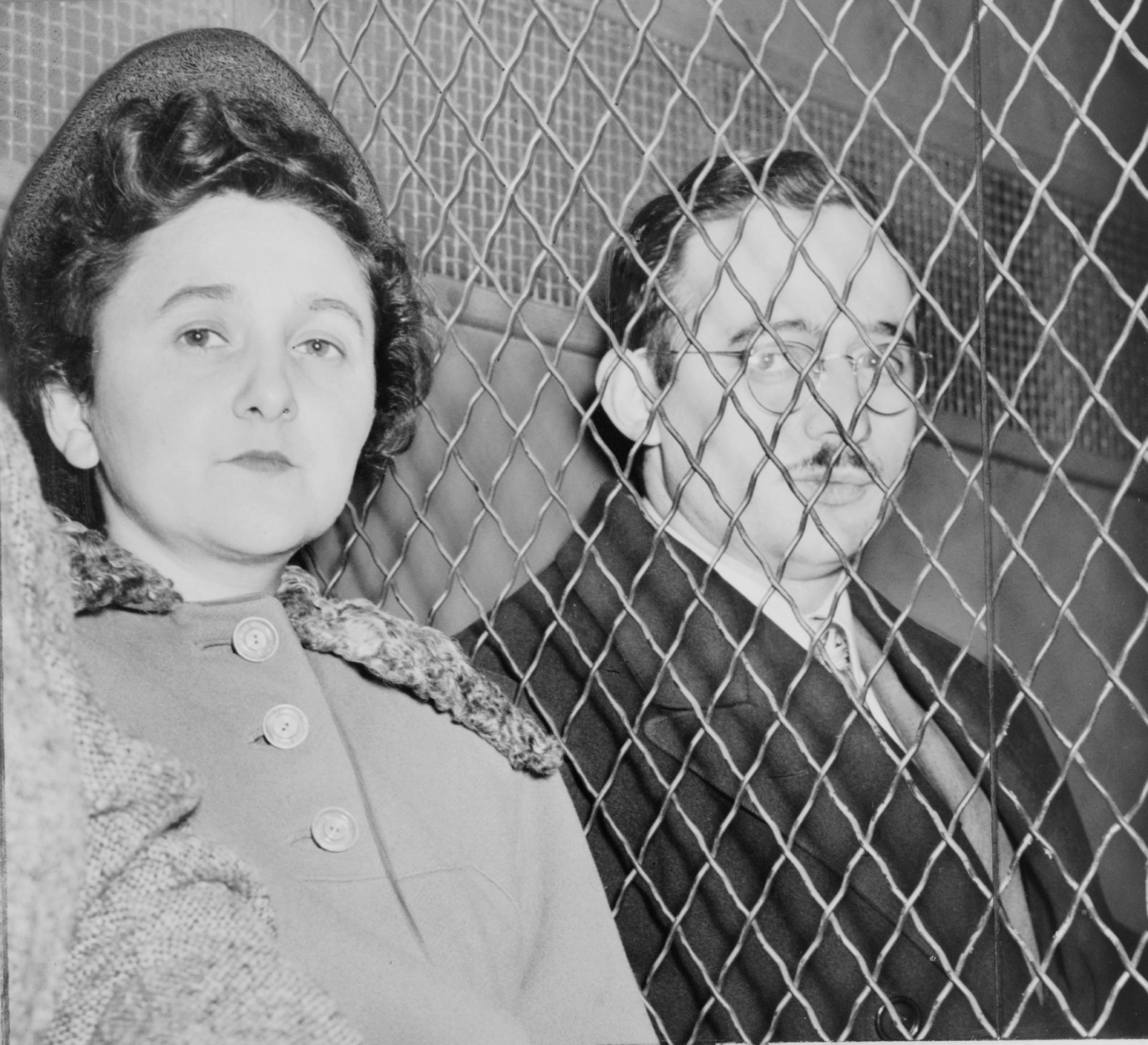
Джуліус і Етель Розенберги після оголошення вироку, 1951 рік

Джуліус та Етель Розенберги, американська подружня пара, були засуджені Окружним судом Південного округу Нью-Йорка до смертної кари на підставі Закону про шпигунство за постачання інформації про розробку атомної бомби СРСР. Апеляційний суд другого округу США залишив рішення в силі. Розенберги подали апеляцію до Верховного суду США. 7 жовтня 1952 року Верховний суд провів засідання, на якому вирішував, чи прийняти до розгляду апеляцію Розенбергів. За правилами суду, підтримки лише чотирьох суддів було б достатньо, щоб розглянути справу. Судді Блек та Франкфуртер вважали, що з принципових міркувань суд має здійснювати перегляд будь-якої справи про засудження до смертної кари федеральним урядом у мирний час. За словами Франкфуртера, Дуґлас тоді проголосував проти перегляду справи. Також суддя Роберт Джексон розповідав журналісту Маркізу Чайлдзу, що Дуґлас голосував проти перегляду справи. Фелікс Франкфуртер пізніше змінив позицію, та Верховний суд, у співвідношенні 8 до 1, проголосував за відмову в перегляді справи. Г'юго Блек був єдиним суддею, який не погодився з відмовою та написав відмінну думку.
Через два тижні від Розенбергів надійшло повторне клопотання про перегляд справи. На засіданні Верховного суду стало очевидним, що ніхто із суддів не змінив думки, і так, Розенбергам знову відмовили в перегляді справи. Через декілька місяців інша до Верховного суду надійшло клопотання про перегляд іншої справи стосовно Розенбергів з підстави нібито упередженої поведінки Генерального прокурора США. Верховний суд почав розглядати клопотання в квітні 1953 року. Блек все ще стояв на позиції, що справу потрібно переглянути. Франкфуртер вагався і просив додаткового часу для обміркування своєї позиції. Роберт Джексон сказав Франкфуртеру, якщо його відмінна думка просто міститиме коментар щодо неправомірної поведінки Генерального прокурора, то Джексон готовий приєднатись до його відмінною думки. 20 травня 1953 року Франкфуртер все ж вирішив голосувати з більшістю в цій справі, і, відповідно також Джексон вирішив погодитись із більшістю.  
Однак на той час Вільям Дуґлас вже змінив свою думку. 22 травня 1953 року на урочистому обіді Національної Конференції Судових Рад, на якому були присутні багато суддів Верховного суду, розповсюджувався меморандум Дуґласа, в якому він зазначав, що не можна залишити поза увагою поведінку Генерального прокурора, і що він неохоче дійшов висновку, що клопотання про перегляд справи має бути задоволено. Це означало, що якби Джексон та Франкфуртер дотримались свого плану разом голосувати за перегляд справи, то набралось би необхідних чотири голоси, і смертна кара Розенбергів була б відкладена. На засіданні суду 23 травня 1953 року Дуґлас пояснив, що саме меморандум Франкфуртера його збентежив і змусив дійти висновку, що поведінка Генерального прокурора має бути розглянута судом.
15 червня 1953 року, за декілька днів до дати, на яку було призначено смертну кару (19 червня), Верховний суд розглядав останні клопотання Розенбергів. До судді Джексона було подано клопотання про відкладення смертної кари. Джексон виніс це питання на розгляд суду, і почались обговорення між суддями щодо двох питань: розгляд клопотання про поведінку Генерального прокурора та клопотання про відкладення смертної кари. Клопотання про поведінку Генерального прокурора було відхилено, і Дуґлас проголосував за відхилення. В той же день Розенберги подали ще одне клопотання про перегляд справи на підставі, що Генеральний прокурор використав лжесвідчення. Клопотання знову було відхилено, і Дуґлас голосував за його відхилення.
Тим часом, юристи Розенбергів звернулись до Дуґласа із клопотанням відкласти страту Розенбергів. Дуґлас задовільнив клопотання, видавши 17 липня 1953 року наказ про відстрочення смертної кари Джуліуса та Етель Розенбергів. Після цього Дуґлас поїхав у відпустку. Генеральний прокурор США Герберт Браунел звернувся до Голови Верховного суду США Фреда М. Вінсона з тим, щоб суд скасував наказ Дуґласа. Фред М. Вінсон скликав суддів на засідання, і Дуґлас повернувся, перервавши відпустку. За результатами засідання Суд, у співвідношенні 6 до 3-х, проголосував за скасування наказу Дуґласа і дозвіл здійснити смертну кару. Дуґлас, Франкфуртер та Блек були суддями, які голосували проти. В той же день Розенберги були страчені на електричному стільці.
Суперечлива поведінка Дуґласа в справі Розенбергів, а саме, постійне голосування проти перегляду справи та неочікуваний наказ відкласти страту, породили не тільки гнів в консервативній пресі, а й переконання серед його колег, що з боку Дуґласа це був «виступ, розрахований на ефект». Американський філософ та теоретик права Рональд Дворкін вважає, що така поведінка Дуґласа була вмотивована його цинічним бажанням здатись єдиним, хто турбується про належну правову процедуру.

#### Справа «Грисвуд проти Коннектикуту» (1965 р.)
В справі «Грисвуд проти Коннектикуту» (англ. Griswold v. Connecticut) розглядалось питання конституційності коннектикутських законів, які забороняли використання ліків, медичних виробів та інструментів з метою запобігання зачаття, а також допомогу, підбурювання, консультації з приводу запобігання зачаття. Верховний суд, більшістю у співвідношенні 7 до 2-х, постановив, що такі закони були неконституційними. Думку від більшості суду написав Вільям Дуґлас.
Дуґлас зазначив, що, хоча суд не є законодавчим органом, який визначає мудрість, необхідність і відповідність законів, які стосуються економічних проблем, господарських справ або соціальних умов, в цьому випадку йдеться про закон, який прямо впливає на інтимні стосунки чоловіка та дружини та роль їхнього лікаря в одному аспекті цих стосунків. Далі, наводячи в приклад низьку справ, Дуґлас приходить до висновку, що Біль про права розповсюджується на прямо не зазначені в них права. Тут Дуґлас сформулював знамениту в юриспруденції фразу: «Попередні випадки свідчать про те, що певні гарантії в Біллі про права мають півтіні, сформовані виділеннями з цих гарантій, які допомагають надати їм життя та змісту». Повідомлялось, через багато років після цієї справи суддя Кларенс Томас в своєму кабінеті повісив табличку із надписом: «Будь-ласка, не робіть виділення в півтіні!».
Далі Дуґлас продовжив, що різні конституційні гарантії створюють зони недоторканності особистого життя: право на асоціацію (з іншими людьми) міститься в «півтіні» Першої поправки до Конституції США; ще одним аспектом недоторканності особистого життя є заборона розквартирування солдатів «у будь-якому будинку» в мирний час без згоди власника, що міститься в Третій поправці до Конституції США; Четверта поправка чітко затверджує «право людей на недоторканність своїх осіб, будинків, документів і майна не має порушуватися безпідставними обшуками і арештами»; П'ята поправка у пункті про заборону примушувати свідчити проти себе дозволяє громадянину створити зону приватного життя, якою уряд не може змусити його поступитися собі на шкоду; В Дев'ятій поправці зазначається: «Перелік у Конституції певних прав не повинен тлумачитися як заперечення чи обмеження інших прав, які належать народові.»
Дуґлас підсумовує, що в даній справі йдеться про право на недоторканність особистого життя, яке є  давнішим за Білль про права — давнішим, ніж американські політичні партії, давнішим, ніж американська система освіти. Далі Дуґлас пише, що шлюб —  це, з надією, довготривале та інтимне до ступеня святенності зближення на краще чи на гірше. Дуґлас зазначає, що шлюб є об'єднанням, яке пропагує спосіб життя, а не ідеали; гармонію в життєвих, а не політичних переконаннях; двосторонню лояльність, а не комерційні чи соціальні проєкти.

#### Справа «Шлезінґер проти Голцмен» (оскарження Камбоджійської кампанії та бомбардування Камбоджі; 1973 р.)
В справі «Шлезінґер проти Голцмен» (англ. Schlesinger v. Holtzman) йшлось про президентські повноваження проводити Камбоджійську кампанію та вимогу припинити бомбардування Камбоджі. В квітні 1973 року член Палати представників Конгресу США Елізабет Голцмен подала позов проти адміністрації президента Річарда Ніксона, вимагаючи припинити бомбардування Камбоджі. В першій інстанції справа розглядалась Окружним судом Східного округу Нью-Йорка. Цей суд постановив, що дії президента Ніксона в Камбоджі не були підтримані Конгресом США, і що він діяв та продовжував діяти в порушення конституційних повноважень. Крім того, суд постановив, що бомбардування Камбоджі має бути припинено.  

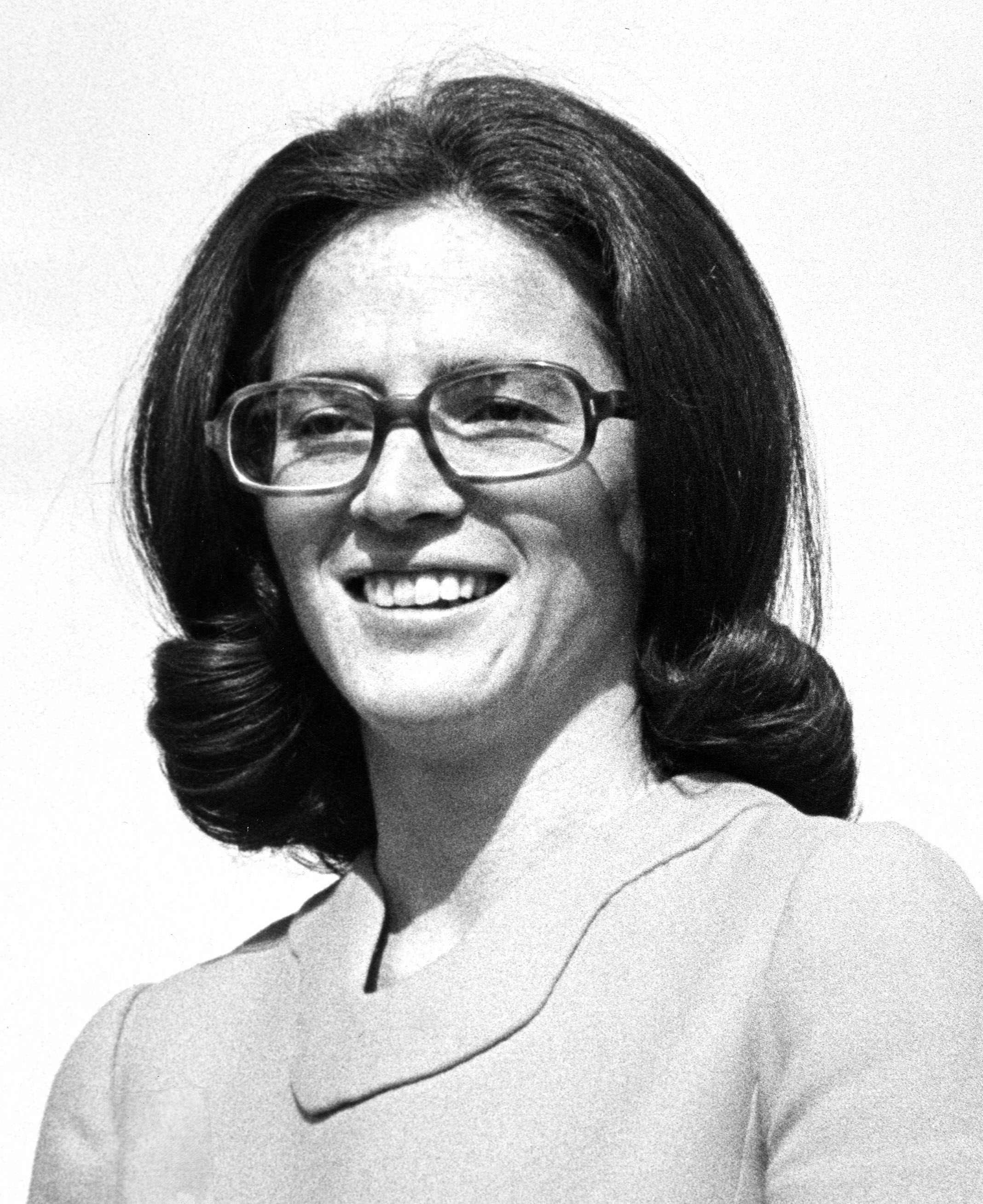
Елізабет Голцмен, 1970-і роки

Уряд США подав апеляцію до Апеляційного суду другого округу США, який призупинив дію наказу про припинення бомбардування Камбоджі, але призначив розгляд справи по суті на пізнішу дату. Верховний суд США в той час перебував у відпустці. Однак, Елізабет Голцмен звернулась до судді Тургуда Маршалла, який був уповноважений розглядати апеляції на рішення Апеляційного суду другого округу під час перерви Верховного суду.  Маршалл, спираючись на політичну доктрину, вказав на те, що суд є найменш кваліфікованою гілкою влади для вирішення зовнішньополітичних питань, та відмовився підтримати наказ суду першої інстанції про припинення бомбардування Камбоджі.
Не домігшись підтвердження наказу про припинення бомбардування Камбоджі, Голцмен звернулась до Дуґласа, який на той час перебував у відпустці в штаті Вашингтон. Дуґлас вислухав аргумент юристів Голцмен в будівлі Якімського суду. 4 серпня 1973 року Дуґлас відновив дію наказу суду першої інстанції про припинення бомбардування Камбоджі.Хоча в своєму рішенні він написав, що він не визначає чи є конституційним бомбардування Камбоджі, деякі його ремарки свідчать про те, що в нього були серйозні сумніви щодо конституційності цього діяння. Так, він зазначив, що хоча стало популярним вважати, що президент має повноваження оголошувати війну, в Конституції немає жодного слова, яке б надавало йому такі повноваження. Дуґлас підкреслив, що лише Конгрес США уповноважений оголошувати війну. Далі він зробив наступне спостереження: навіть якщо вважати війну у В'єтнамі конституційною, бомбардування в Камбоджі — це зовсім інша справа, оскільки Конгрес не оголошував війну Камбоджі, і ніхто не може сказати, що камбоджійські війська є неминучою та небезпечною загрозою для США.
Однак, військові проігнорували наказ, та бомбардування Камбоджі продовжувались. Посилаючись на експертів, New York Times писала, що через юридичні формальності було неможливо одразу виконати наказ про припинення бомбардування. Біограф Дуґласа, Джеймс Саймон, пише, що посадовці Пентагону відмовились виконувати судовий наказ Дуґласа в той час як адміністрація президента робила спробу скасувати цей наказ. Вже через 6 годин після того, як Дуґлас видав свій наказ, Верховний суд скасував його.

### Антагонізм із суддею Франкфуртером

Суддя Фелікс Франкфуртер, 1939 рік

Алфіус Мейсон, автор статей і книг про суддів Верховного суду США, писав, що стосунки Дуґласа і Франкфуртера були схожі на відносини Каїна та Авеля. Фелікс Франкфуртер та Вільям Дуґлас були знайомі до того, як стали колегами у Верховному суді США. Вони обидва були викладачами та науковцями: Дуґлас — в Єльській юридичній школі, а Франкфуртер — в Гарвардській школі права. Як пише один із біографів Дуґласа, Джеймс Саймон, тоді ніщо не вказувало на те, що в майбутньому у них будуть гострі непорозуміння. Під час роботи в Єльській школі права Дуґлас був молодшим і вдячним колегою Франкфуртера, а той сприймав повагу Дуґласа із великодушністю. Взаємна симпатія між Франкфуртером та Дуґласом продовжувалась і тоді, коли Дуґлас почав працювати в Комісії з цінних паперів та бірж США. Франкфуртер вітав дослідження, які проводив Дуґлас, працюючи в Комісії.
Також Франкфуртер, якого призначили суддею Верховного суду на кілька тижнів раніше за Дуґласа, радів призначенню останнього. Франкфуртер був негласним лідером суддів, призначених президентом Рузвельтом: Дуґласа, Мьорфі, Блека, Ріда та Джексона. Однак його вчительський стиль зауважень скоро почав дратувати «рузвельтівців». Спочатку, навіть коли Дуґлас та Франкфуртер не погоджувались щодо якоїсь судової справи, їхнє спілкування було ввічливим. Дуґлас все частіше голосував інакше ніж Франкфуртер щодо рішення справи. Франкфуртер часто сприймав це як особисту образу. Спілкування між двома суддями ставало дедалі напруженішим, і Франкфуртер почав негативно відгукуватись про Дуґласа. Франкфуртер називав Дуґласа «безпринципним опортуністом», який в суді займався політикою, та вважав його суддівські думки, спеціально розрахованими  на просування його політичних амбіцій.
Дуґлас, своєю чергою, також вважав, що Франкфуртер докладав значних зусиль, щоб вкоренити свою політичну та юридичну філософію. Крім того, Дуґлас підозрював, що деякі викладачі Гарвардської школи права та Єльської юридичної школи, які були друзями та послідовниками Франкфуртера, пропагували його юридичну філософію обмеженої судової влади як в своїх юридичних школах, так і в засобах масової інформації. Також Дуґлас дозволяв собі їдкі коментарі на рахунок Франкфуртера. Так, одного разу в Дуґласа була підозра, що думку за Франкфуртера писав його помічник, він казав: «Феліксе, в цій думці не має твоїх слідів».
Автори відзначають, що з часом особистісні відмінності між Дуґласом та Франкфуртером ставали все очевиднішими. Франкфуртер не сприймав гумору, жартів та сарказму Дуґласа. Крім того, вони обидва змагались за увагу та прихильність президента Рузвельта, будучи його радниками. На додаток, Франкфуртера дратувало, що Дуґлас намагався позиціонувати себе як продовжувач ідей судді Луї Брендайса, замість якого був призначений суддею Верховного суду.
Крім особистісних, в суддів також були значні філософські розбіжності і різні погляди на роль суді. Франкфуртер був прихильником підходу суддів Олівера Голмса та Луї Брендайса, згідно з яким судді не належить втручатись у формування політики обраними посадовцями, і виступав проти судового активізму. Крім того, для Франкфуртера важливішим був процес досягнення умовиводів, ніж результати. Його цитують наступним чином: «… спосіб, за допомогою якого досягаються результати, настільки ж важливий, можливо, важливіший за сам результат, в еволюції суспільства». Юрофскі, однак, відзначає, що сам Франкфуртер не був достатньо дисциплінованим, щоб дотримуватись цієї філософії раціональної об'єктивності, оскільки не завжди міг стримувати емоції. Дуґлас, своєю чергою, був прибічником юридичного реалізму, і його підхід полягав в тому, щоб не дозволяти мертвому вантажу минулого спотворювати право сьогодення. Дуґлас вважав, що Конституція США була написана «на всі часи і віки», і втратила б свій характер та силу, якби тлумачилась у відповідності із вузькими правовими поняттями, які домінували в мисленні одного покоління. На його думку, вага прецеденту мала поступитись динамічній складовій історії.
Розбіжності та антипатія між суддями була настільки гострими, що Дуґлас був єдиним суддею Верховного суду, який не прийшов на похорон Франкфуртера.

### Спроби імпічменту
Законодавство США передбачає процедуру імпічменту — процесу, за допомогою якого політичні гілки влади — зазвичай законодавча — можуть усунути суддів з посади. Зокрема, коли йдеться про федеральних суддів, відповідно до статті І Конституції США в Палати представників є повноваження здійснювати імпічмент, а в Сенату — повноваження проводити слухання для визначення доцільності усунення судді з посади. Палата представників може здійснити імпічмент простою більшістю голосів. Проте суддя може бути усунутий з посади лише після  розгляду питання Сенатом та голосування за усунення кваліфікованою більшістю у дві третини Сенату.
Було декілька спроб усунути суддю Дуґласа за допомогою процедури імпічменту. 17 червня 1953 року член Палати представників від Джорджії Вільям М. Вілер, розлючений наказом Дуґласа відкласти страту Розенбергів, подав резолюцію про імпічмент судді. У своїй заяві Вілер відзначив, що він не може просто сидіти в законодавчому органі і нічого не робити, в той час, коли суддя Верховного суду «надає амністію…двом засудженим шпигунам», «поступаючись» вимогам «гучних груп активістів». Деякі члени Палати представників не погодились із резолюцією Вілера. Фрезієр Рімс заявив, що, хоча він і не підтримує рішення Дуґласа, він підтримує принцип, що кожна людина, обвинувачена в злочині, має право на належну правову процедуру, а саме цей принцип мотивував Дуґласа відкласти страту Розенбергів. Він визнав, що громадська думка налаштована проти Розенбергів, але саме тому, зазначив Рімс, є суди, призвані захистити права навіть найогидніших злочинців. Резолюцію передали до Юридичного комітету Палати представників для розслідування звинувачень. 7 липня 1953 року комітет відклав обговорення резолюції, що фактично означало, що вона залишилась похованою в комітеті.
18 липня 1966 року член Палати представників від Іллінойсу Пол Фіндлі закликав представників обговорити особисте життя Дуґласа. Фіндлі обурила новина про четвертий шлюб Дуґласа, який він уклав через місяць після того, як розлучився із третьою дружиною. Фіндлі зазначив, що, якщо Дуґлас з такою легковажністю ставиться до подружніх клятв, то є імовірність, що в нього таке саме ставлення до клятви поважати Конституцію США. Він висловив думку, що особисте життя Дуґласа вказує на слабкість судової системи США, та, що необхідно знайти засоби, якими усувати суддів з посади без необхідності визнавати їх винними в державній зраді, хабарництві чи інших серйозних злочинах і проступках. Представник від Алабами Джордж В. Ендрюс зазначив, що Дуґлас «здається, міняє наречених кожного разу, як міняється погода» та повідомив, що готує резолюцію, що закликає Юридичний комітет Палати представників вивчити характер Дуґласа. Далі Ендрюс вказав, що, якщо якийсь з комітетів Конгресу дійде висновку, що Дуґлас — чоловік з поганою вдачею, то до нього має застосуватись імпічмент. Ендрюс завершив свій виступ наступним твердженням: «Відверто кажучи, мені трохи прикро бачити, що така людина відповідає за закони цієї країни, що ухвалюються Верховним судом у співвідношенні 5 до 4, де він є одним із п'ятьох.  Давайте подивимося, яка людина пише закони нашої землі.» На цьому ж засіданні представник від Айови Гарольд Ґросс зазначив, що Дуґлас звернувся до Держдепартаменту США за паспортом та дозволом відвідати «червоний Китай». Теодор Кампферман, представник від штату Нью-Йорк, припустив, що справжньою причиною обговорення Дуґласа була незгода з тим, як він голосує щодо рішень у Верховному суді.  Він заявив, що обговорення особистого життя Дуґласа є неприйнятним, і, навіть, якщо представники не погоджуються з його судовими думками, це не має стосунку до його шлюбів. Стенлі Тапер, представник від Мену, цитуючи суддю Луї Брендайса, наголосив на праві кожного громадянина на недоторканність особистого життя. За підсумками обговорення декілька представників подали резолюції, що закликали Юридичний комітет вивчити характер Дуґласа. Однак, резолюції залишились без руху.
Найсерйознішу спробу імпічменту Дуґласа здійснили  в 1970 році на підставі відомостей в публікації видання Los Angeles Times, в якій повідомлялось, що Дуґлас був президентом неприбуткової організації Parvin Foundation, яка займалась освітніми проєктами та отримав річну зарплатню в розмірі трохи більше за 12 000 доларів США. В тій статті зазначалось, що в Parvin Foundation були ділові стосунки із Едвардом Левінсоном, який займався бізнесом азартних ігор. На наступний день після публікації статті сенатор Джон Дж. Вільямс підняв питання про належність та законність плати, яку отримував Дуґлас від Parvin Foundation.Вільямс написав листа Голові Верховного суду, в якому повідомив про зв'язок Дуґласа із неприбутковою організацією та спитав, чи засуджується в суді така поведінка. Голова Верховного суду Ерл Воррен відповів, що відносини Дуґласа із Parvin Foundation є його особистою справою, а також додав лист Дуґласа, в якому той пояснював, що організація не займається жодною комерційною діяльністю, що поза судом судді Верховного суду часто входили в опікунські ради університетів, коледжів, тощо, та, що судді індивідуально несли відповідальність на те, щоб уникати конфлікту інтересів. Дуґлас підкреслив, що Parvin Foundation не мала стосунку до жодної із справ, що розглядались Верховним судом.
В медіа почались дискусії щодо пристойності зв'язку суддів із благодійними організаціями. Роберт Дж. Донован, голова вашингтонського офісу Los Angeles Times написав листів іншим суддям, питаючи їхню думку на предмет того, чи має бути регулювання позасудової діяльності суддів. Суддя Гарлан відповів, що він не обговорює справи суду з пресою. Суддя Блек написав, що бачить будь-яке таке регулювання як зазіхання на конституційну незалежність суддів. В травні 1969 року преса атакувала вже іншого суддю Верховного суду, Ейба Фортаса, за його зв'язок і отримання платні від неприбуткової організації Wolfson's Foundation, фінансиста Луї Вулфсона, щодо якого проводила розслідування Комісія з цінних паперів та бірж США. Під загрозою імпічменту, а також під тиском преси Фортас звільнився з посади судді Верховного суду.
У Палаті представників Гарольд Ґросс, який підготував проєкт резолюції про імпічмент Фортаса, запропонував, щоб Юридичний комітет Палати вивчив відносини між Дуґласом та Parvin Foundation. В Сенаті, сенатор Джон Дж. Вільямс звернувся до Комітету з етики Американської асоціації юристів з тим, щоб він переглянув діяльність Дуґласа. Комітет з етики Американської асоціації юристів повідомив, що в його розпорядженні не має достатньо фактів, щоб судити про пристойність зв'язку між Дуґласом та Parvin Foundation.  
Водночас вже три роки тривало розслідування Податкової служби США щодо Parvin Foundation, хоча ніяких звинувачень проти організації не було висунуто. Дуґлас вважав, що метою розслідування було усунути його з посади судді Верховного суду. У травні 1969 року, в той час, коли ще тривало розслідування, Дуґлас звільнився з посади президента Parvin Foundation. Водночас, Податкова служба США заперечувала, що її розслідування було політично вмотивованим. Однак, деякі коментатори відзначали, що розслідування було неминучим після того, як у 1966 році став відомим зв'язок між Дуґласом та Parvin Foundation, в іншому випадку Податкова служба стала б об'єктом критики з боку Конгресу.
Майбутній президент Джеральд Форд, який тоді був лідером меншості в Палаті представників, проводив власне розслідування діяльності Дуґласа. Зокрема, за допомогою помічника президента Ніксона та помічника Генерального прокурора США він почав збирати інформацію про Дуґласа і отримав доступ до відповідних файлів ФБР. 15 квітня 1970 року Форд 2 години викладав результати свого розслідування, та висловився, що Дуґлас має бути усунутий з посади. Форд звинувачував Дуґласа в тому, що той писав для порножурналів, в підтримці «революції в гіппі-стилі», у зв'язках з Альбертом Парвіном (Parvin Foundation) та можливих зв'язках із злочинним світом. Форд заперечував, що його атака на Дуґласа походить від адміністрації Річарда Ніксона. Деякі представники проголосували за створення спеціального комітету з метою розслідування питання, чи варто усунути Дуґласа з посади. Був створений спеціальний підкомітет, який в грудні 1970 дійшов висновку, що існує багато доказів на користь того, що не було підстав усувати Дуґласа з посади.

## Номінації та нагороди
У 1958 році Дуґлас був нагороджений премією Полка, яку зазвичай присуджують за журналістську роботу, але іноді присуджують і за роботу, яка висвітлює важливі події чи історії, які мають великий резонанс у суспільстві. Дуґлас здобув премію за свою книгу «Право людей» (англ. The Right of the People).
У 1962 році Дуґлас був нагороджений медаллю Одюбона, яку присуджує некомерційна екологічна організація США Національне Одюбонівське товариство на знак визнання видатних досягнень в області збереження і захисту довкілля.
У 1975 році Дуґлас був нагороджений премією клубу «Сьєрра» імені Джона М'юра у визнання його зусиль щодо охорони природи.

## Особисте життя

Вільям Дуґлас із сином, 1939 рік

У 1953 році Дуґлас розлучився із своєю першою дружиною Мілдред. У шлюбі із Мілдред у Дуґласа народилось двоє дітей: дочка Міллі (народилась в листопаді 1929 року) та cин Білл-молодший (народився в 1932 році). Його діти згадують, що він не приділяв їм уваги, і взагалі не проводив з ними багато часу.  Дочка Дуґласа Міллі казала Брюсу Мьорфі, біографу Дуґласа, що її батько «ніколи не розмовляв з нами, як з людьми», і що «коли він сердився на нас, часто через дрібні речі, він просто не розмовляв з нами кілька днів». Міллі також додала, що він їй не дуже подобався через те, як він ставився до її матері. Коли у 1969 році після тривалої хвороби Мілдред померла, минув деякий час, перш ніж Дуґласа про це повідомили. «Ані мій брат, ані я не відчували жодного бажання сказати йому, що мати померла», — сказала Брюсу Мьорфі його дочка Міллі.
У 1954 році він одружився із вашингтонською світською особою Мерседес Гестер Девідсон, з якою розлучився у 1963 році. 1964 року він одружився із 24-річною студенткою Джоан Мартін, з якою розлучився в 1966 році. 1966 року він одружився із 23-річною студенткою, яка пізніше стала юристом, Кетлін Гефернен.  

## Вшанування пам'яті

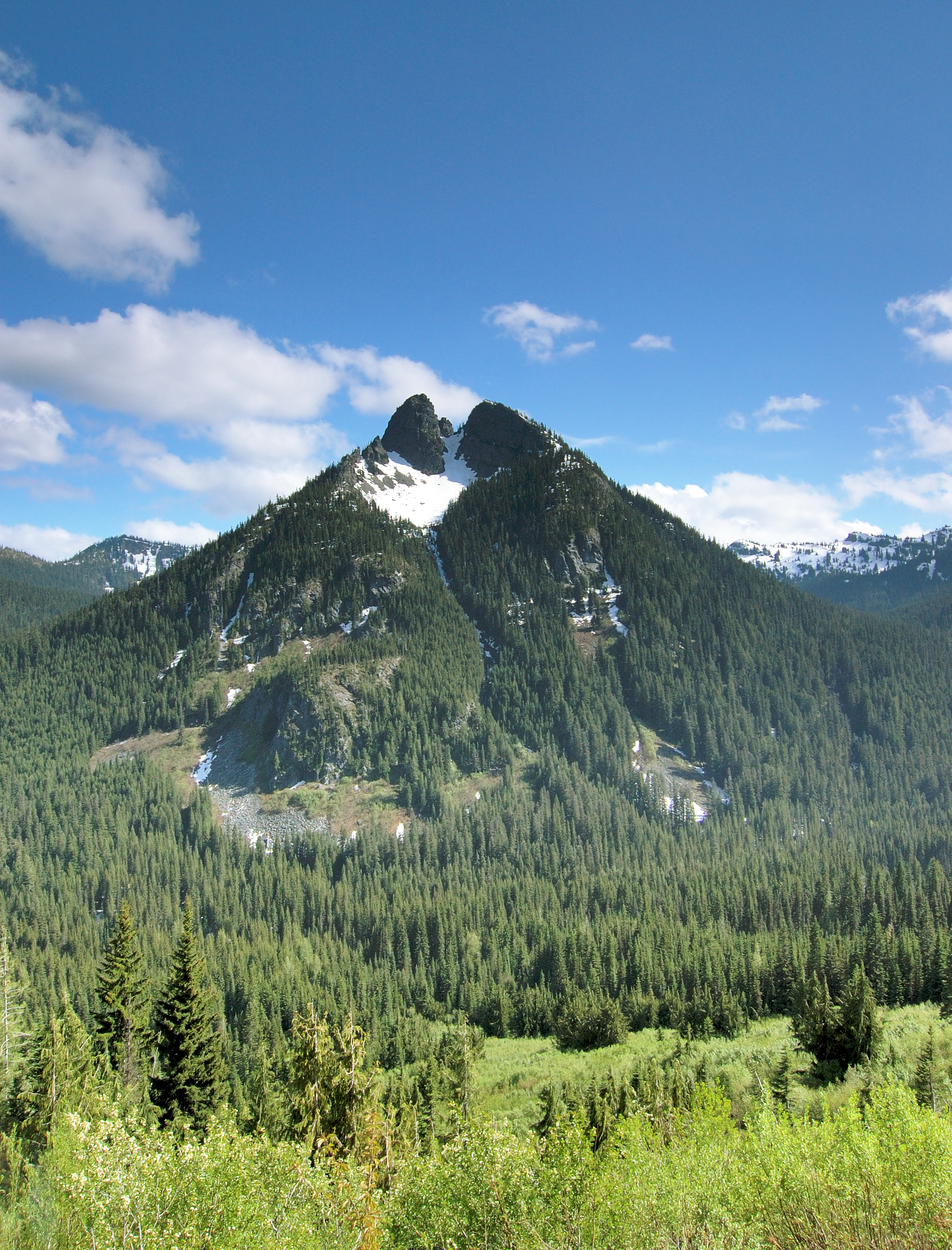
Територія незайманої природи ім. Вільяма О. Дугласа в штаті Вашингтон.

На честь Дуґласа названа площа незайманої природи ім. Вільяма О. Дугласа, яка розташована на південному хребті  вашингтонських Каскадних гір і на схід від Національного парку «Маунт-Рейнір». Крім того, на честь Дуґласа названий коледж Центрального Вашингтонського Університету — Коледж ім. Вільяма О. Дуґласа. Також на честь Дуґласа названі такі будівлі: федеральна будівля ім. Вільяма О. Дуґласа в Якімі, Вашингтон, студентський гуртожиток у Вітмен-коледжі та будівля з апартаментами для студентів в Університеті Каліфорнії в Сан-Діего

## Праці Дуґласа
Вільям Дуґлас — автор численних статей та книжок. Він писав не тільки на юридичну тематику, а й писав нариси про свої подорожі та автобіографії. Вважається, що автобіографії Дуґласа повні недостовірних фактів.

### Вибрані книги на юридичну та політичну тематику
- «Бути американцем (промови)», 1948 р. (англ. Being an American(Speeches), 1948)
- «Прецедент», 1949 р. (англ. Stare decisis, 1949)
- «Альманах свободи», 1954 (англ. An almanac of liberty, 1954)
- «Ми, судді: дослідження американського та індійського конституційного права від Маршалла до Мукерджі», 1956 р. (англ. We the judges: studies in American and Indian constitutional law from Marshall to Mukherjea, 1956)
- «Право людей», 1958 (англ. The right of the people, 1958)
- «Виклик Америці», 1960 (англ. America challenged,1960)
- «Бродяжництво та арешт за підозрою», 1960 рік (англ. Vagrancy and arrest on suspicion, 1960)
- «Живий білль про права», 1961 (англ. A Living Bill of Rights, 1961)
- «Верховенство права у світових справах», 1961 рік (англ. The rule of law in world affairs, 1961)
- «Свобода розуму», 1962 (англ. Freedom of the mind, 1962)
- «Анатомія свободи: права людини без примусу», 1963 (англ. The anatomy of liberty: the rights of man without force, 1963)
- «Білль про права незайманої природи», 1965 (англ. A wilderness bill of rights, 1965)
- «Біблія і школи», 1966 (англ. The Bible and the schools, 1966)
- «Америка переосмислює Азію: критика політики Сполучених Штатів», 1967 рік (англ. America revisits Asia a critique of United States policy, 1967)
- «На шляху до глобального федералізму», 1968 (англ. Towards a global federalism, 1968)
- «Демократія та фінанси: звернення та публічні заяви Вільяма О. Дуґласа як члена та голови Комісії з цінних паперів та бірж», 1969 рік (англ. Democracy and finance:  the addresses and public statements of William O. Douglas as member and chairman of the Securities and Exchange Commission, 1969)
- «Пункти повстання», 1970 (англ. Points of rebellion, 1970)
- «Голокост або напівсферична співпраця: перехресні течії в Латинській Америці», 1971 (англ. Holocaust or hemispheric co-op: cross currents in Latin America, 1971)
- «Міжнародний конфлікт: шість кроків до миру у всьому світі», 1971 (англ. International dissent: six steps toward world peace, 1971)
- «Трьохсотлітня війна: хроніка екологічної катастрофи», 1972 (англ. The three hundred year war: a chronicle of ecological disaster, 1972)

### Автобіографії
- «На схід, юначе: перші роки, автобіографія Вільяма О. Дуґласа» , 1974 рік (англ. Go East, young man: the early years the autobiography of William O. Douglas, 1974)
- «Роки в Верховному суді, 1939—1975: автобіографія Вільяма О. Дуґласа», 1980 (англ. The Court years, 1939-1975: the autobiography of William O. Douglas, 1980)

### Нариси про подорожі
- «Чужі землі і привітні люди», 1951 (англ. Strange lands and friendly people, 1951)
- «За високими Гімалаями», 1952 рік (англ. Beyond the high Himalayas, 1952)
- «На північ від Малаї: пригоди на п'яти фронтах», 1953 р. (англ. North from Malaya: adventure on five fronts, 1953)
- «Російська подорож», 1956 (англ. Russian journey, 1956)
- «На захід від Інду», 1958 рік (англ. West of the Indus, 1958)
- «Досліджуючи Гімалаї», 1958 рік (англ. Exploring the Himalaya, 1958)
- «Моя дика природа: тихоокеанський захід», 1960 (англ. My wilderness: the Pacific West, 1960)
- «М'юр гір», 1961 (англ. Muir of the mountains, 1961)
- «Моя дика природа: на схід до Катадіна», 1961 (англ. My wilderness: east to Katahdin, 1961)
- «Прощавання з Техасом: зникаюча незаймана природа» (англ. Farewell to Texas: a vanishing wilderness, 1967)
- «Про людей і гори», 1982 (англ. Of Men and Mountains, 1982)

## В популярній культурі
В американському мінісеріалі «Окремі, але рівні» (англ. Separate But Equal) 1991 року Дуґласа зіграв актор Джон Венема.
У телефільмі каналу PBS «Проста справедливість» (англ. Simple Justice) 1993 року Дуґласа зіграв актор Том Стечшульт.
В американському фільмі 2013 року «Найважливіший бій Мухаммеда Алі» (англ. Muhammad Ali's Greatest Fight) Дуґласа зіграв американський актор Гарріс Юлін.